# Jeff Torborg
Jeff Torborg (Plainfield, New Jersey; 26 de noviembre de 1941-Westfield, New Jersey; 19 de enero de 2025) fue un beisbolista, comentarista deportivo  y mánager de béisbol estadounidense que jugó diez temporadas con tres equipos en la MLB en la posición de catcher y fue campeón de la Serie Mundial de 1965.

## Carrera
A nivel universitario jugó para los Rutgers Scarlet Knights de 1961 a 1963, teniendo en su última temporada un promedio de bateo de .537 y fue seleccionado All-American. Los Angeles Dodgers firmaron a Torborg como agente libre aficionado en 1963. Luego de estar en ligas menores en 1963 Torborg fue promovido al primer equipo de los Dodgers como el tercer catcher en 1964 detrás de John Roseboro y Doug Camilli. El 9 de septiembre de 1965 Torborg tuvo actividad en el juego perfecto de Sandy Koufax. El 20 de julio de 1970 fue el catcher titular en el partido sin hit de Bill Singer.
El 13 de marzo de 1971 los Dodgers vendieron a Torborg a sus vecinos California Angels. El 15 de mayo de 1973 Torborg fue titular en el primero de siete partidos sin hit que lanzó Nolan Ryan en su carrera. Luego fue cambiado a los St. Louis Cardinals por John Andrews el 6 de diciembre de 1973. El 25 de marzo de 1974 fue cortado por los Cardinals.

## Tras el retiro
En 1977 Torborg se convirtió en coach de bullpen de los Cleveland Indians. En ese año los Indians despidieron al mánager Frank Robinson y Torborg tomó su lugar, puesto en el que estuvo por tres años. Luego pasó a dirigir a los New York Yankees de 1979 a 1988. En 1989 Torborg dejó a los Yankees para ir a los Chicago White Sox. Al año siguiente los White Sox ganaron 94 games, superando por 25 la cantidad de victorias de 1989. Torborg logró el premio a mánager del año de la American League. Torborg se mantuvo por un año más con los White Sox  hasta que pasó a dirigir a los New York Mets por cuatro años y un sueldo de $1.7 millones, poco más de $250,000 anuales.
Dejó a los White Sox con un récord ganador de 87-75, pero con los New York Mets tuvo récord de 70-92 en su primera temporada. En 1993 los New York Mets iniciaron la temporada con un récord de 13-25 y Torborg fue despedido, siendo reemplazado por Dallas Green.
Por el resto de la década de los años 1990 Torborg trabajó como comentarista deportivo para CBS Radio y Fox. En CBS Radio Torborg fue comentarista en tres ediciones de la Serie Mundial (de 1995 a 1997) junto a Vin Scully. While at Fox, Torborg served as a color commentator from 1996–2000.
Torborg volvió a ser mánager en mayo de 2001 de los Montreal Expos reemplazando a Felipe Alou con un contrato de tres años. Cuando Jeffrey Loria, dueño de los Expos, vendió al equipo y adquirió a los Florida Marlins en 2002, se llevó a Torborg a Florida para ser el mánager del equipo. En esa temporada los Marlins terminaron con récord de 79-83. Luego de iniciar la temporada 2003 con récord de 16-22, los Marlins despidieron a Torborg. Jack McKeon lo reemplazó y llevó al equipo a ganar la Serie Mundial de 2003.
Torborg volvió a las transmisiones de Fox. Fue comentarista en los partidos de los Atlanta Braves para FSN South y Turner South en 2006 junto a Bob Rathbun.  Torborg y Rathbun se mantuvieron para la temporada 2007.

## Vida personal y muerte
Torborg era de origen danés. Su hijo Dale fue luchador profesional y su hijastra Christi Wolf fue luchadora profesional y fisicoculturista.
Torborg se casó con Suzie Barber el 6 de junio de 1963. Por más de 25 años Torborg vivió con su familia en Mountainside, New Jersey.
Torborg contrajo la enfermedad de Párkinson. Murió a causa de la enfermedad en Westfield, New Jersey el 19 de enero de 2025 a los 83 años.